# Contea di Bryan (Georgia)
La contea di Bryan (in inglese Bryan County) è una contea dello Stato della Georgia, negli Stati Uniti. La popolazione al censimento del 2000 era di 23 417 abitanti. Il capoluogo di contea è Pembroke.